# 寨安乡
寨安乡，是中华人民共和国广西壮族自治区崇左市宁明县下辖的一个乡镇级行政单位。

## 行政区划
寨安乡下辖以下地区：
顺宁社区、板山村、那练村、江逢村、连罡村、板祝村、渠围村、浦邱村、安阳村、板亮村、下店村、那雷村、立门村和板墩村。